# 601 Nerthus
601 Nerthus eller 1906 UN är en asteroid i huvudbältet, som upptäcktes 21 juni 1906 av den tyske astronomen Max Wolf i Heidelberg. Den är uppkallad efter Nerthus i germansk mytologi.
Asteroiden har en diameter på ungefär 75 kilometer.